# Seleção Chadiana de Futebol
A Seleção Chadiana de Futebol representa o Chade nas competições de futebol da FIFA. Ela é filiada à FIFA, à CAF e à UNIFFAC.
Nunca disputou Copas do Mundo nem edições da Copa Africana de Nações em sua história.
Realizou sua primeira partida oficial em 1961, contra o Níger; ambos empataram em 2 a 2. A maior vitória veio em 2002, com um placar de 5 a 0 frente a São Tomé e Príncipe. Já sua maior derrota aconteceu também em 1961, quando sofreu 14 gols da Seleção Francesa de Amadores. Em jogos oficiais, a maior derrota foi em 1964, contra o Congo, que derrotou o Chade por 11 a 0.

## Desempenho em Copas
- 1930 a 1998 - Não entrou.
- 2002 - Não se classificou.
- 2006 - Não se classificou.
- 2010 - Não se classificou.
- 2014 - Não se classificou.
- 2018 - Não se classificou.
- 2022 - A apurar

## Desempenho na Copa das Nações Africanas
- 1957 a 1990 - Não entrou.
- 1992 - Não se classificou.
- 1994 - Desistiu.
- 1996 - Não entrou.
- 1998 - Não entrou.
- 2000 - Não se classificou.
- 2002 - Não entrou.
- 2004 a 2008 - Não se classificou.
- 2010 - Desclassificado durante a fase eliminatória por ter faltado ao jogo contra o Sudão.
- 2012 - Não se classificou.
- 2013 - Não se classificou.
- 2015 - Não se classificou.
- 2017 - Desistiu durante as eliminatórias.

## Treinadores
| - Vasily Sokolov (1968–1970) - Viktor Sokolov (1967–1968, 1970–1971) - Anzor Kavazashvili (1976–1977) - Moussaro Gongolo (1998) - Yann Djim Ngarlendana (1998) - Douba Djibrine (1999) - Marcel Mao (2000) | - Jean-Paul Akono (2002–2003) - Yann Djim Ngarlendana (2003) - Yann Djim Ngarlendana (2005,[carece de fontes?] 2006) - Moudou Kouta (2006) - Natoltiga Okalah (2006–2007) - Mahamat Adoum (2007) - Natoltiga Okalah (2008) | - Sherif El-Khashab (2009–2011) - Moudou Kouta (Setembro de 2011 – Dezembro de 2013) - Emmanuel Trégoat (Março de 2014 – Outubro de 2015) - Rigobert Song (Outubro de 2015 – Novembro de 2015) - Moudou Kouta (Novembro de 2015 – Março de 2016) - Emmanuel Trégoat (Agosto de 2019 – Outubro de 2020) - Amane Adoum Tounia (Novembro de 2020–) |